# Чжао Юцінь
Чжао Юцінь (кит.: 趙友欽, 1279 — між 1329 та 1335) — китайський науковець, астроном, мораліст часів династії Юань.

## Життєпис
Походив з династії Чжао, що правила імперією Сун. Народився у м. Поян (сучасна провінція Цзянсу) у 1279 році. Про батьків мало відомостей. В цей час відбулося падіння династії Південна Сун та встановлення панування династії Юань. Внаслідок належності до поваленої династії не зміг зайняти гідної посади, незважаючи на добру освіту. За іншою версією сам Юцінь не бажав йти на службу до монголів. Усе життя займався наукою. Помер між 1329 та 1335 роками.

## Творчість
Відомий насамперед своїми дослідженнями з камерою-обскура. Провів скрупульозні експериментальні дослідження проходження світла через отвір камери-обскури і написав чотири книги, серед яких найважлиівою є «Гесян сіньшу» («Нова книга про обертання небесних світил» з 5 цзюаней, 32 глави-пянь). У ній йдеться про астрономію, низку пянь приділено математиці та різним фізичним питань, зокрема, оптиці камери-обскури.
Він вирив в земляній підлозі затемненої кімнати 2 колодязі різної глибини і в них помістив підставки, висота яких могла регулюватися. Колодязі закривалися кришками з квадратними отворами, розмір яких коливався. На підставки встановлювалися підноси з різним або однаковою кількістю палаючих свічок. Свічки на підносах ставилися по-різному. Змінюючи ці та інші умови експерименту, Чжао Юцінь розглядав зображення, що проектуються на стелі кімнати. Він виявив, що, коли в такій камері-обскура отвір маленький, світлове пляма, що проектується на стелі-екрані, є круговим незалежно від форми отвору. При незначних змінах розмірів отвору розмір зображення не змінюється, але його яскравість збільшується при збільшенні отвору і зменшується при його зменшенні. Якщо розташувати екран ближче до отвору, то зображення стане менше, а яскравість його збільшиться. Коли отвір маленький, спостерігається інверсія зображення, а коли отвір великий, інверсії немає.
Багато з тих явищ були описані вперше в науці. Проте досліди Чжао Юціня після падіння династії юань були забуті. Вже в часи Мін та Цін китайців заново познайомили з нею європейські місіонери та вчені.

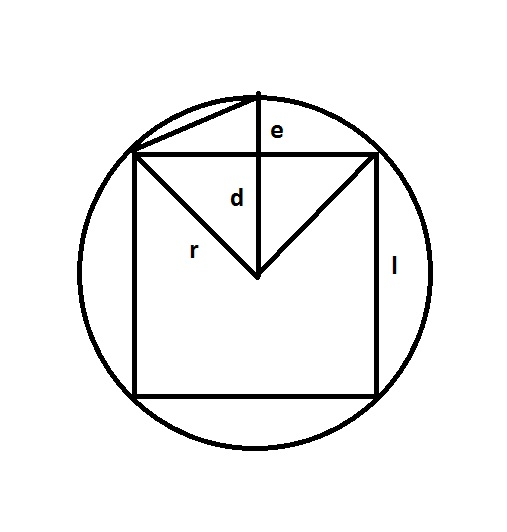
Розрахунки Чжа Юціня

Також Чжао Юцінь намагався точніше вирохувати число π. Для цього розробив відповідний алгоритм. Він помістив квадрат у коло, позначивши довжину радіусу, що дорівнюється r, а l — це довжина сторони квадрата. Після чого Чжао намалював від центру кола і квадрата перпендекулярну лінію d до сторони квадрата i, тоді припустив, що лінія e=r-d. Звідси:
{\displaystyle d={\sqrt {r^{2}-\left({\frac {\ell }{2}}\right)^{2}}}}
{\displaystyle e=r-d=r-{\sqrt {r^{2}-\left({\frac {\ell }{2}}\right)^{2}}}.}
Після цього продовжив перпедикулярну лінію d, перетворивши коло на восьмикутник; {\displaystyle \ell _{2}}, позначивши одну із сторін восьмикутника
{\displaystyle \ell _{2}={\sqrt {\left({\frac {\ell }{2}}\right)^{2}+e^{2}}}}
{\displaystyle \ell _{2}={\frac {1}{2}}{\sqrt {\ell ^{2}+4\left(r-{\frac {1}{2}}{\sqrt {4r^{2}-\ell ^{2}}}\right)^{2}}}}
представивши {\displaystyle l_{3}} як довжину сторони 16-кутника
{\displaystyle \ell _{3}={\frac {1}{2}}{\sqrt {\ell _{2}^{2}+4\left(r-{\frac {1}{2}}{\sqrt {4r^{2}-\ell _{2}^{2}}}\right)^{2}}}}
Так само:
{\displaystyle \ell _{n+1}={\frac {1}{2}}{\sqrt {\ell _{n}^{2}+4\left(r-{\frac {1}{2}}{\sqrt {4r^{2}-\ell _{n}^{2}}}\right)^{2}}}}
Поступово збільшуючи кути, й розраховуючи їх, Чжао Юцінь розрахував сторону 16384-кутника, помноживши її на 16384, щоб отримати 3141.592 для кола діаметром = 1000 одиниць, інакше представляючи:
{\displaystyle \pi =3.141592.\,}
Після цього помножив на 113, отримавши 355. З цього Чжао зробив висновок, що число π = 3, 3.14, 22/7 і 355/113, де остання більш точніша.